# Paco van Moorsel
Paco van Moorsel (Veldhoven, 15 dicembre 1989) è un ex calciatore olandese, di ruolo centrocampista.

## Carriera
Dal 2006 al 2012 ha giocato ininterrottamente con il Den Bosch in Eerste Divisie, la seconda divisione olandese,
Nella stagione 2012-2013 ha giocato 7 partite in Eredivisie con il Groningen, venendo ceduto in prestito per la stagione successiva al Cambuur, neopromosso in Eredivisie. Nella stagione 2014-2015 ha giocato in seconda serie con il N.E.C., mentre nella stagione 2015-2016 ha giocato nella medesima categoria con lo Sparta Rotterdam, con cui ha conquistato la promozione in Eredivisie vincendo il campionato.

## Palmarès

### Club

#### Competizioni nazionali
- Eerste Divisie: 2

N.E.C.: 2014-2015
Sparta Rotterdam: 2015-2016